# Michele Rocca
Michele Rocca (* 6. Februar 1996 in Mailand) ist ein italienischer Fußballspieler. Der Mittelfeldspieler steht aktuell bei Sampdoria Genua unter Vertrag und ist zurzeit an den FC Pro Vercelli verliehen.

## Karriere

### Im Verein
Rocca entstammt der Jugend von Inter Mailand, für die er bis 2015 aktiv war. Während dieser Zeit wurde er zudem zwei Jahre lang in die Jugendabteilung von Novara Calcio verliehen. Mit Ende seiner Jugendzeit wechselte er 2015 von Inter zu Sampdoria Genua. Bei den Blucerchiati gehört er seit Beginn der Saison 2015/16 zum Profikader. Sein Debüt in der Serie A gab er am 28. September 2015 bei der 2:1-Niederlage bei Atalanta Bergamo.
In der Rückrunde wurde Rocca an die SS Virtus Lanciano verliehen, wo er auf 17 Einsätze in der Serie B kam. Auch in der Saison 2016/17 spielte Rocca in der Serie B, wurde diesmal jedoch an die US Latina verliehen. Nach 26 Einsätzen kehrte er zu Sampdoria zurück, wurde allerdings auch in der Saison 2017/18 in die Serie B, zum FC Pro Vercelli, verliehen.

### In der Nationalmannschaft
Rocca lief von 2015 bis 2016 für die Italienische U-20-Nationalmannschaft auf. In acht Partien konnte er einen Treffer erzielen.